# Legrad
Legrad (maďarsky Légrád) je vesnice a správní středisko stejnojmenné opčiny v Chorvatsku v Koprivnicko-križevecké župě. Nachází se těsně u hranic s Maďarskem, asi 15 km severně od Koprivnice. V roce 2011 žilo v Legradu 956 obyvatel, v celé opčině pak 2 241 obyvatel. Je jediným sídlem v Koprivnicko-križevecké župě, které je součástí historického regionu Mezimuří.
Součástí opčiny je celkem 7 trvale obydlených vesnic.
- Antolovec – 75 obyvatel
- Kutnjak – 278 obyvatel
- Legrad – 956 obyvatel
- Mali Otok – 146 obyvatel
- Selnica Podravska – 301 obyvatel
- Veliki Otok – 254 obyvatel
- Zablatje – 231 obyvatel

V blízkosti Legradu prochází silnice D20, samotným Legradem prochází silnice Ž2078. Kolem opčiny prochází řeka Dráva, avšak v Legradu přes ni most neexistuje a není zde tedy hraniční přechod s Maďarskem, je tedy nutné používat přechod v Gole (vzdálen 25 km) či v Goričanu (vzdálen 30 km).